# Сергєєва Лариса Сергіївна
Лариса Сергіївна Сергєєва (рос. Сергеева, Лариса Сергеевна) (нар. 7 березня 1946, Ялта) — радянська і російська художниця, дизайнерка, педагогиня, художня критикиня, мистецтвознавиця. Заслужена художниця Російської Федерації (2013), Заслужена художниця Автономної Республіки Крим (2009).

## Біографія
Дитинство провела в Криму. У шкільні роки займалася у музичній школі, в балетному класі (у М. П. Градовської та П. С. Вітенкова) і в драматичній студії (у режисера А. П. Цвєтухіна); виступала на сцені в балетних і драматичних виставах. Знялася в ролі Галі Пуригіної у фільмі «Друзі-товариші» (реж. В. П. Павловський, Ялтинська філія кіностудії ім. М. Горького). Закінчила художню школу ім. Ф. А. Васильєва (педагоги — Г. І. Чуркіна, В. І. Буряковський, Д. М. Журавльов).
З 1964 року, закінчивши середню школу № 5 ім. А. П. Чехова в Ялті, працювала фарбувальницею на фабриці іграшок.
У 1965 році вступила на факультет прикладного мистецтва Московського текстильного інституту. З 1970 року, закінчивши інститут за спеціальністю «художник», працювала в експериментальній лабораторії Загорської трикотажної фабрики, де розробляла жіночий, дитячий асортимент, брала участь у впровадженні льону в трикотажне виробництво. З 1971 року — художниця лабораторії Рострикотажпрома; розробляла промисловий асортимент, виїжджала на підприємства. У 1972—1978 роки була членкинею художніх рад Мінтекстильпрома РРФСР і Мінлегпрому СРСР.
У 1978—1982 роках — старша викладачка малюнка і композиції в Московському технологічному інституті легкої промисловості.
У 1979—1982 керувала студією декоративно-прикладного мистецтва, в якій в основі занять розписної глиняноюї іграшки і розписним деревом лежала народна творчість («московська репліка»).
У 1983—2006 роках працювала художницею в Оздоблювально-художньому комбінаті, комбінаті «Гжель», викладала художні дисципліни в Дитячому реабілітаційному центрі «Діти Марії», Рязанському художньому училищі, викладала в інших навчальних закладах, організувала художню школу, яку відвідувало понад 80 учнів різного віку, викладала в ній малюнок, живопис, композицію, дрібну пластику, історію мистецтв.
Учні Л. С. Сергєєвої брали участь у 89 художніх виставках в Росії і за кордоном, на яких стали лауреатами, отримали 250 нагород.
З 2006 року продовжує виступати з науковими доповідями за тематикою художньої творчості, виставляє свої картини на колективних та персональних виставках, проводить майстер-класи.
Членкиня Спілки художників Росії, Союзу дизайнерів Росії, Асоціації мистецтвознавців Творчої спілки істориків мистецтва і художніх критиків; Міжнародної асоціації пастелістів ASPAS (Asociación Pintores Pastelistas Españoles), в активі Art du Pastel en France, почесна гостя Міністерства культури Італії (2008). Педагогиня вищої категорії, атестована експертка з дитячої художньої творчості Москви і Московської області.

### Сім'я
Батько — Сергій Іванович Сергєєв, військовослужбовець; мати — Єфросинія Тимофіївна Сергєєва, медична працівниця.
Одружена, має сина і доньку.

## Творчість
Ранні живописні роботи (1960-ті — 1970-ті роки) відрізняються емоційністю і експресією. Роботи, в масляній або темперній техніці, написані великим рельєфним мазком зі складно-змішаним кольором і завжди з дуже красивими комбінаціями («Катер біля пірсу в дощ», «У піонерському парку», «Будинок під деревами»).
Є творцчинею і теоретикинею нового жанру в образотворчому мистецтві — експозе. Відродила вітаїзм — напрям 1920-30-х років.
Працює в техніках: акварель, пастель, олія, фломастер, олівець у жанрах натюрморт, пейзаж, карикатура, експозе, образні ескізи театрального костюма; роботи відзначаються тонким відчуттям кольору та композиції.
Натюрморт
Серії сучасних російських натюрмортів виконані в манері від реалістичного письма обманок до експресивних декоративних натюрмортів.
Пейзаж
Серії пейзажів «За Чеховськими місцями» (Таганрог, садиби Чехових в Меліхово, садиби будинку-музею А. П. Чехова у Ялті), Італії, Підмосков'я, Люберець, Москви, Білорусі, України, Росії, Сербії, Хорватії, Іспанії, морських пейзажів виконані в техніках акварелі, сухої пастелі, темпери, масла, фломастери, олівці.
Графіка
Серія листів, присвячених Великій Вітчизняній війні, наповнених трагедією, героїзмом і втраченим дитинством.
Експозе
Серії експозе виконані м'якими для сприйняття графічними засобами фломастер, пастель іноді з додаванням олівця, акварелі. Художні образи, смисловий заряд творів зображуються в репортажній манері з певним ставленням до ідей з людиною в центрі розвитку сюжетів, емоційно висловивши утримання в експресивній лаконічній гротескно-узагальненій формі.
Ескізи театрального костюма
Виконані в студентські роки ескізи відрізнялися незвичайною формою подачі, індивідуальною манерою, технікою, в композиції костюма була використана асиметрія, не дотримувалися величини визначені стандартами. Дипломна робота «Жіночий трикотажний костюм за японськими мотивами» складалася з повного комплекту взаємозамінних сучасних предметів одягу, виконаних з пряжі квітів тонких поєднань, запозичених з японських укійо-е і Кінусайга; робота включала графічний розділ з образних ескізів костюма, що передують виконанню робочих ескізів, розрахунків переплетень полотен і конструкцій костюма. Автор десятків трикотажних виробів прет-а-порте, розтиражованих на російських фабриках. Виконала ескізи костюма:
- до трагедій Софокла «Едіп — цар», «Антігона»,
- до трагедії В. Шекспіра «Король Лір»,
- до спектаклів Едмона Ростана «Сірано де Бержерак», Карло Гольдоні «Король-олень», «Трактирниця», Фонвізіна «Недоросль», новели Проспера Меріме «Кармен», оперети В. Ленського «Коломбіна».
- подібні ескізи візантійського, італійського, іспанського, французького, німецького, російського костюма XII—XVIII століть.

Ілюстрацій до літературних творів
- А. П. Чехова — «Дама з собачкою», «Три сестри», «Чайка»
- М. В. Гоголя — «Ніч перед Різдвом», «Іван Федорович Шпонька і його тітонька».
- до віршів А. С. Пушкіна, І. А. Буніна, С. А. Єсеніна, М. І. Цвєтаєвої.

Авторка декоративних розписних тканин з квітами, народними орнаментами, абстрактними композиціями.
Авторка зліплених і розписаних за російськими народними мотивами декоративних глиняних іграшок, панночок, матерів, музикантів, тварин коней, корів, кіз, птахів, дерев і будиночків, прикрас, складових тематичні композиції.
Роботи Л. С. Сергєєвої знаходяться в музеях і приватних колекціях Криму, Росії, Хорватії, Алжиру, Чехословаччини, Німеччини, Сербії, Італії, Іспанії, Франції, США, Японії.

### Виставки
У 1971 році вперше брала участь в Московській обласній виставці моделей одягу (Виставковий зал Загорська, Московська область) в номінації «Дитячий асортимент». Брала участь більш ніж у 170 виставках.
персональні
- у Виставковому залі Центральної технологічної контрольно-виробничої лабораторії Рострикотажпрома (1972; були представлені пейзажі, експозе, ескізи костюма) — 1-я персональна виставка Л. С. Сергєєвої

- «За чеховськими місцями» — Будинок-музей А. П. Чехова (Ялта) (2006)[2]

- Алуштинський краєзнавчий музей (2007)[12]

- Лівадійський палац (2007)[1]

- «Наш храм земних чудес» — Калузький обласний художній музей (2010)[8]

- Сімферопольський художній музей (2007, 2010)

- Тульський музей образотворчих мистецтв (2011)

- Керченська картинна галерея (2007, 2015)

- «Освітлена сонцем» — у виставкових залах Державного музею А. С. Пушкіна в Грошовому провулку (2012) — 50-а персональна виставка Л. С. Сергєєвої[10]

## Наукова діяльність
Авторка понад 60 науково-дослідних і навчально-методичних праць, опублікованих, зокрема в наукових збірниках і журналах. Виступала з доповідями на наукових конференціях (ВНДІ технічної естетики, Державна Третьяковська галерея, Експоцентр на Красній Пресні, Державна Дума РФ, Державний музей образотворчих мистецтв ім. А. С. Пушкіна, Академія мистецтв України, 2-й Російський культурологічний конгрес, Інститут проблем сучасного мистецтва України, Державний інститут мистецтвознавства Міністерства культури РФ та ін).

## Нагороди та визнання
- Срібна медаль ВДНГ СРСР (1982)[4][7]

- Лауреатка міжнародної виставки (Прага, 1982)[7]

- Подяка Міністра культури і масових комунікацій Російської Федерації

- Почесна грамота Міністерства освіти Російської Федерації

- Диплом Інституту художньої освіти Російської Академії освіти

- Державна стипендіатка Видатних діячів культури Російської Федерації[7]

- Заслужена художниця Автономної Республіки Крим (2009)[7]

- Заслужений художник Російської Федерації (2013)[3]